# Trogulus karamanorum
Espèce
Trogulus karamanorum est une espèce d'opilions dyspnois de la famille des Trogulidae.

## Distribution
Cette espèce se rencontre en Macédoine du Nord, en Grèce, en Albanie, au Monténégro, en Serbie et en Bosnie-Herzégovine.

## Description
Les mâles mesurent de 3,85 à 4,7 mm et les femelles de 4,05 à 5,5 mm.

## Systématique et taxinomie
Cette espèce a été décrite par Schönhofer et Martens en 2009.

## Étymologie
Cette espèce est nommée en l'honneur de Stanko L. Karaman, Mladen S. Karaman et Ivo M. Karaman.

## Publication originale
- Schönhofer & Martens, 2009 : « Revision of the genus Trogulus Latreille: the Trogulus hirtus species-group (Opiliones: Trogulidae). » Contributions to Natural History, vol. 12, p. 1143–1187.